# Poznański Rocznik Archiwalno-Historyczny
Poznański Rocznik Archiwalno-Historyczny – rocznik wydawany nieregularnie od 1993 roku przez Archiwum Państwowe w Poznaniu i Stowarzyszenie Archiwistów Polskich Oddział poznański. Publikuje prace naukowe z zakresu historii regionalnej i archiwistyki, także materiały z rozmaitych sesji lub konferencji. Skład redakcji tworzą m.in.: Krzysztof Stryjkowski, Irena Radtke, Irena Mamczak-Gadkowska, Przemysław Wojciechowski (przewodniczący).
W latach 1993–2007 wydano 14 numerów (niektóre podwójne, jeden potrójny).